# Ермолов, Александр Петрович
Алекса́ндр Петро́вич Ермо́лов (1754 — 1835) — русский офицер, бывший «в случае» в 1786 году. Вышел в отставку в чине генерал-поручика. Владелец и строитель усадьбы Красное.

## Происхождение
Сын небогатого сергачского помещика поручика Петра Леонтьевича из дворянского рода Ермоловых. Известен только тем, что в течение 16 месяцев был близок к императрице Екатерине II, пользуясь её особым расположением.
Путешествуя по Волге в 1767 году, Екатерина провела день в усадьбе Ермолова, в с. Черновском, и здесь увидела его 15-летнего сына. Поцеловав его, императрица назначила мальчика капралом Конной гвардии и взяла его с собой в Петербург, а Потёмкин позднее сделал его своим адъютантом и, почти 20 лет спустя после первой встречи, выдвинул его на пост официального фаворита.

## Фавор

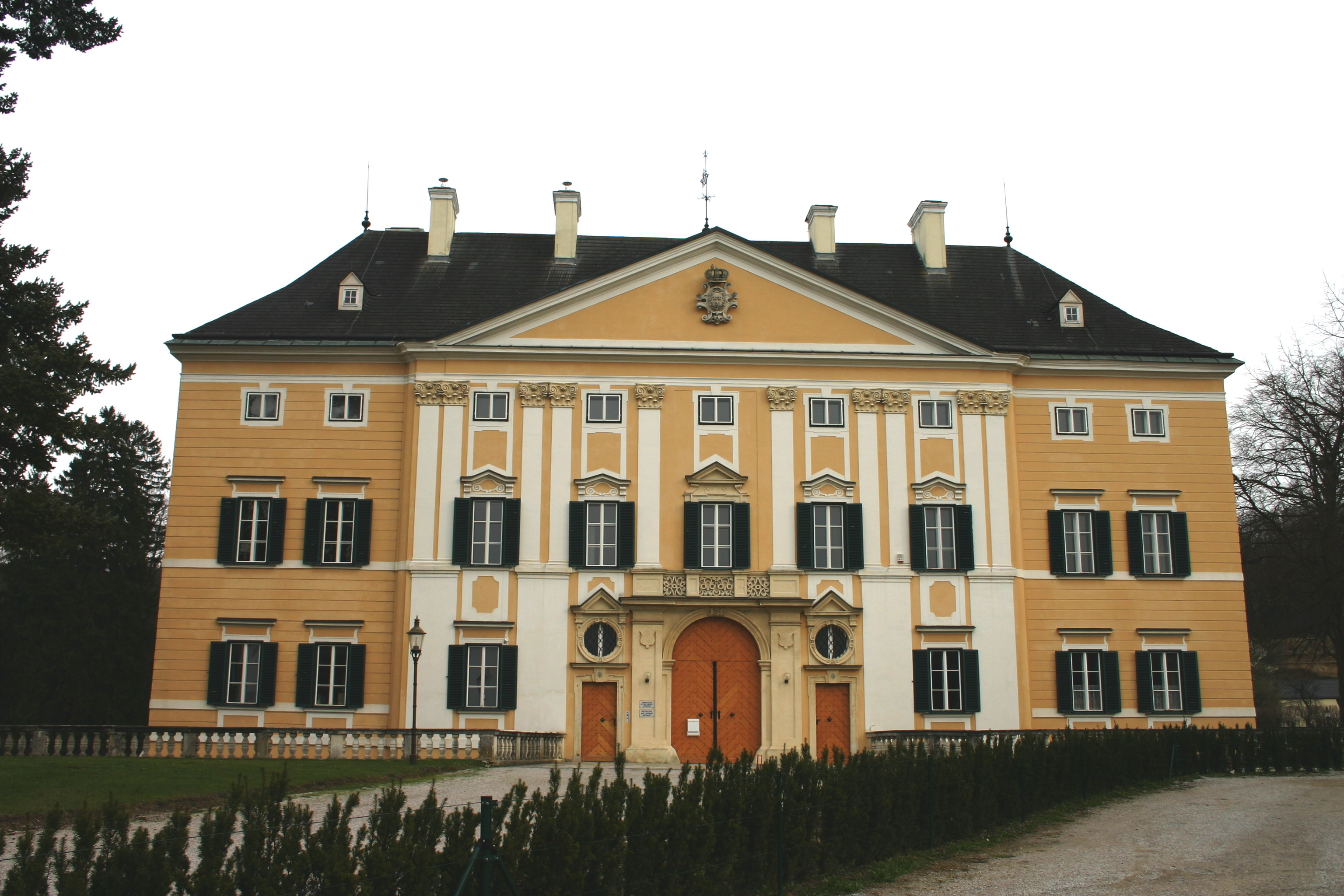
Фросдорф — поместье Ермолова в Нижней Австрии

Высокий и стройный блондин, с хорошим цветом лица, Ермолов обращал на себя внимание своей красивой наружностью, и только широкий, плоский нос, за который Потёмкин прозвал его «lе negre blanc», портил его лицо. В июле 1784 года императрицу постигло тяжёлое горе: она лишилась сильно любимого ею Ланского, которого ей трудно было заменить. Среди обычных интриг Потёмкин выставил Ермолова, который в 1784 году был пожалован во флигель-адъютанты и в феврале 1785 года переехал во дворец; в 1786 году был произведён в генерал-майоры.
Не лишенный ума, Ермолов был угрюм и неразговорчив. Чрезвычайно добрый, честный и простой, он отличался особенной откровенностью и прямотой, но не имел достаточно гибкости, качества, столь необходимого фавориту среди придворных интриг. В искреннем желании делать добро и противодействовать своим влиянием злу, он охотно оказывал защиту всем просившим об этом, покровительствовал Державину, заслуживал похвалы от многих, но нажил себе ещё больше сильных врагов.
Сам Потёмкин, разочаровавшись в Ермолове, успешно устроил его быстрое падение. Императрица охотно избавилась от скучного фаворита, предложив ему 29 июня 1786 года отправиться за границу в путешествие. Не обладая жадностью других любимцев, Ермолов получил сравнительно немного: 4 тысячи душ и около 400 тысяч деньгами; он не заботился также и об обогащении всей своей родни, как это делали другие. Про нахождение его в Париже рассказывают ряд анекдотов, вот один из них:

Находившийся тогда в Париже А. П. Ермолов, бывший фаворит императрицы Екатерины, вздумал надеть [по случаю королевского парада] наш инженерный тогдашний мундир, который тоже был красный с серебром, и голубую польскую ленту, и в таком наряде приехал верхом на то место, где собрано было войско; все приняли его за графа d’Artois, войска построились и хотели делать разные на сей счет насмешки до того, что Ермолов принужден был уехать.— Е. Ф. Комаровский

## Семья

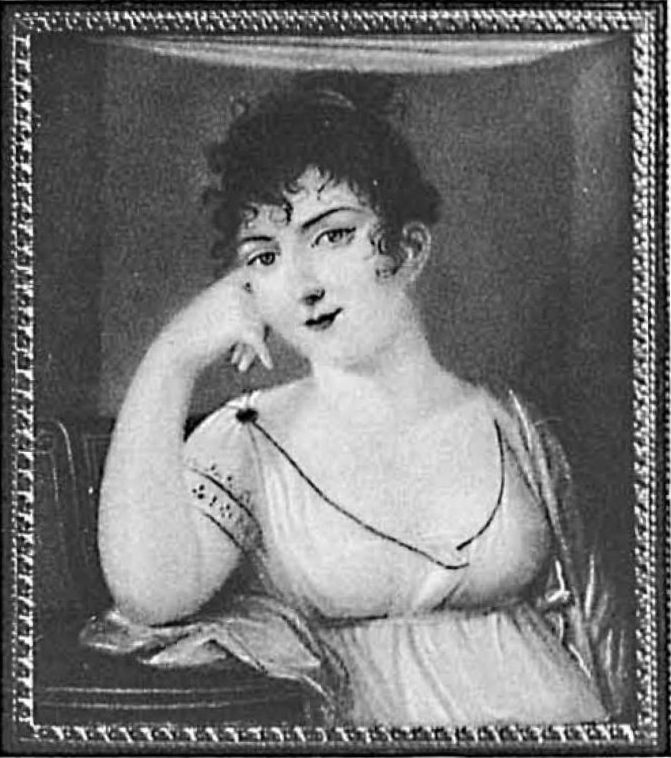
Елизавета Ермолова, жена

Вернувшись в Россию, Ермолов поселился в Москве, в своем доме на Тверской, и здесь около 1790 года женился на богатой княжне Елизавете Михайловне Голицыной (1768—1833), дочери князя М. М. Голицына от брака его с баронессой А. А. Строгановой. Имели трёх сыновей:
- Петр Александрович, был большим музыкантом, его сын Александр Петрович-мл., женат на Анастасии Николаевне Ермоловой, урожденной княжне Щербатовой.
- Михаил Александрович[фр.] (1794—1850), генерал-майор, с 1828 года женат на дочери известного французского генерала армии Наполеона графа де-Лассаль, Жозефине-Шарлотте (1806—1853). По отзыву современницы, мадам Ермолова «была женщина умная, красивая и кокетливая, она превосходно пела романсы и в этот момент становилась сама собой, очаровательной, настоящей парижанкой»[2]. В браке имели сына Леонтия (15.08.1835[3]—03.06.1837) и двух дочерей: 1) Елену (1829—1883), замужем с 1853 года за французским маркизом Роджером Де-Поденас (1814—1868), носившим титул римского князя Канталупо; 2) Зою (1832—1920), замужем с 1857 года за Луи де Шампо.
- Фёдор Александрович (1799—1855), женат на княжне Анастасии Николаевне Щербатовой, без потомства, по смерти его вышла за племянника своего мужа. Жила в Париже и приняла католичество.

В 1800 году Ермолов навсегда уехал за границу: зимой жил в Вене, летом в замке Фросдорф, в Штирии. Двое сыновей его, старший и младший, жили с ним и воспитывались в Австрии под руководством католических аббатов. Средний сын, Михаил, жил с матерью в Москве, а после её смерти также уехал во Францию. Ермолов умер в Вене 24 марта 1834 года от отёка мозга, похоронен там же на кладбище Святого Марка.